# Pandan

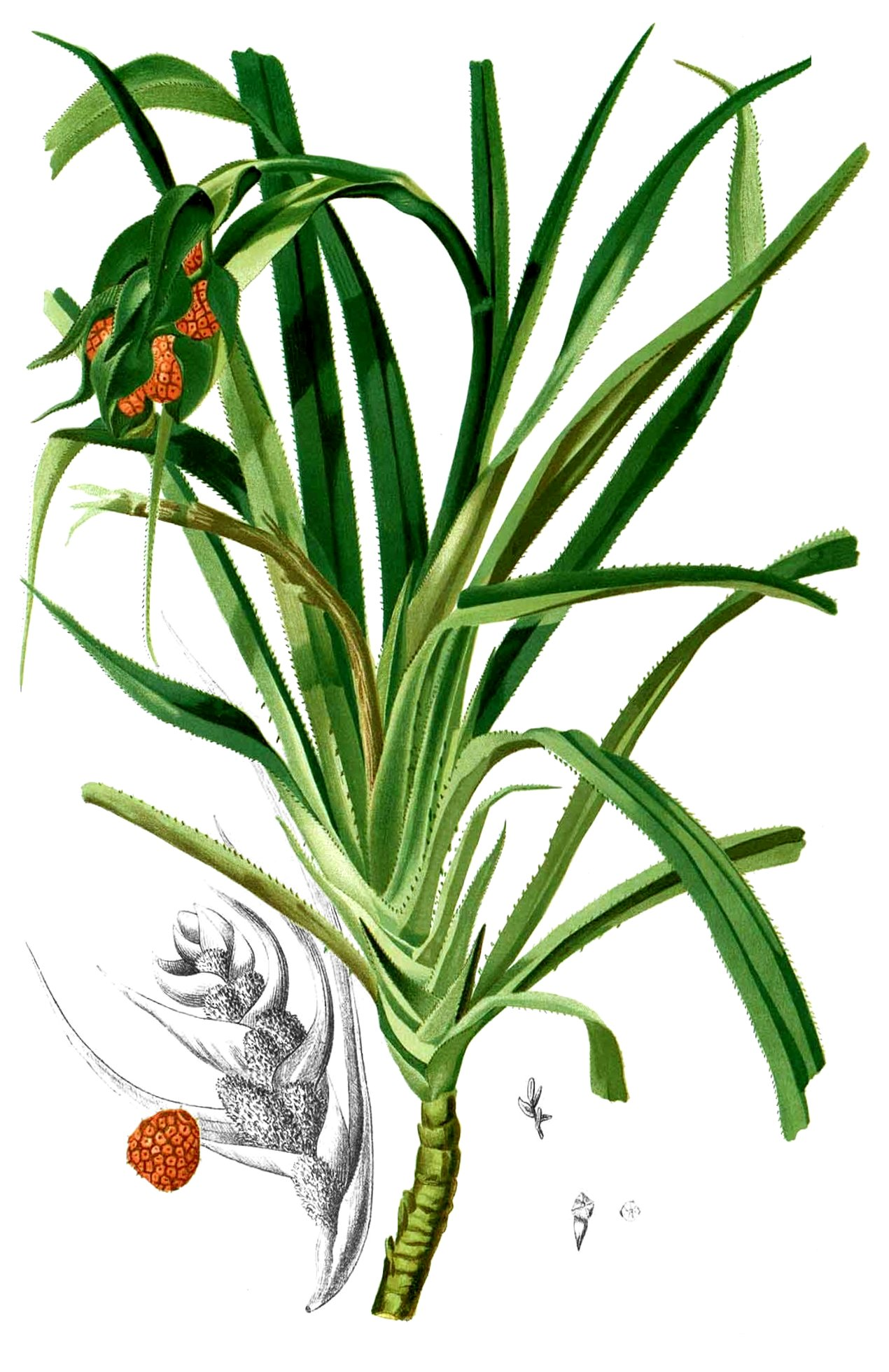
Morfologia Pandanus humilis

Pandan, pochutnik – rodzaj roślin z rodziny pandanowatych obejmujący ok. 700 gatunków, występujących w tropikach Afryki, Azji, Australii i Polinezji. Rosną często w lasach namorzynowych.

## Morfologia
Najczęściej drzewa i krzewy posiadające korzenie podporowe. Mają długie, równowąskie, zazwyczaj kolczaste na brzegach liście, kwiaty rozdzielnopłciowe, owoce (pestkowce) rosnące w okazałych owocostanach. 

## Systematyka
Systematyka według Angiosperm Phylogeny Website (aktualizowany system APG IV z 2016)
Jeden z trzech rodzajów należący do rodziny pandanowatych (Pandanaceae), która m.in. wraz z siostrzaną rodziną okolnicowatych (Cyclanthaceae) należy do rzędu pandanowców w obrębie jednoliściennych.

## Zastosowanie
W krajach tropikalnych liście używane są do krycia dachów, a także wyplatania mat i koszyków. Niektóre gatunki, np. Pandanus veitchii, są używane jako rośliny ozdobne.